# Garthius chaseni
Garthius chaseni is een slang uit de familie adders (Viperidae) en de onderfamilie groefkopadders (Crotalinae).

## Naam en indeling
De wetenschappelijke naam van de soort werd voor het eerst voorgesteld door Malcolm Arthur Smith in 1931. De soort behoorde lange tijd tot de Aziatische lanspuntslangen uit het geslacht Trimeresurus en later tot het geslacht Ovophis. Hierdoor wordt in de literatuur vaak de verouderde wetenschappelijke naam gebruikt.
Het is de enige soort uit het monotypische geslacht Garthius. Het geslacht Garthius werd beschreven door Anita Malhotra en Roger Stephen Thorpe in 2004. De soortaanduiding chaseni is een eerbetoon aan de Engelse zoöloog Frederick Nutter Chasen (1896 - 1942).

## Uiterlijke kenmerken
De slang bereikt een lichaamslengte tot ongeveer 70 centimeter. De brede en platte kop is duidelijk te onderscheiden van het lichaam door de aanwezigheid van een insnoering. De ogen zijn relatief klein en hebben een verticale pupil.
De slang heeft 17 tot 19 rijen schubben in de lengte op het midden van het lichaam en 131 tot 143 schubben aan de buikzijde. Onder de staart zijn 20 tot 30 staartschubben aanwezig.

## Levenswijze
De slang is 's nachts actief en leeft op de bodem. De vrouwtjes zetten geen eieren af maar zijn eierlevendbarend, de jongen komen levend ter wereld.

## Verspreiding en habitat
De slang komt voor in delen van Azië en leeft endemisch in Maleisië. De habitat bestaat uit vochtige tropische en subtropische bossen. De soort is aangetroffen op een hoogte van ongeveer 915 tot 1550 meter boven zeeniveau.

## Beschermingsstatus
Door de internationale natuurbeschermingsorganisatie IUCN is de beschermingsstatus 'veilig' toegewezen (Least Concern of LC).